# کلیسای جامع روآن
کلیسای جامع روآن یا کلیسای جامع نوتردام روآن (فرانسوی: Cathédrale Notre-Dame de Rouen‎) یک کلیسای جامع در روآن، فرانسه است.
این کلیسا در سال ۱۰۳۰ میلادی بنیان‌گذاری و در سال ۱۸۸۰ میلادی به صورت کامل ساخته شده است، کلیسای روآن دارای ۱۴۴ متر طول و یک مناره به ارتفاع ۱۵۱ متر و دو برج به ارتفاع ۸۲ و ۷۵ متر می‌باشد.

## نگارخانه

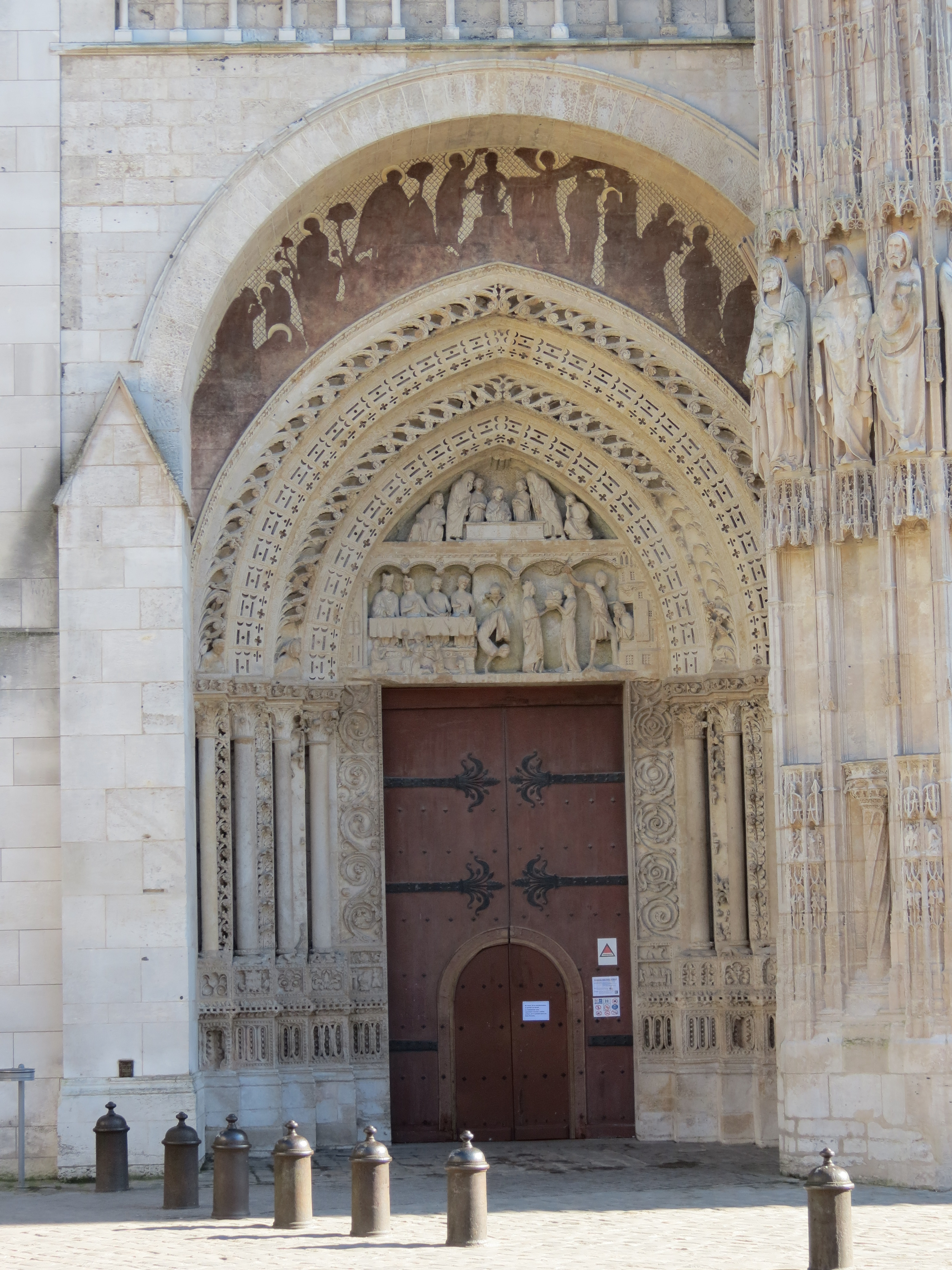
ورودی کلیسا
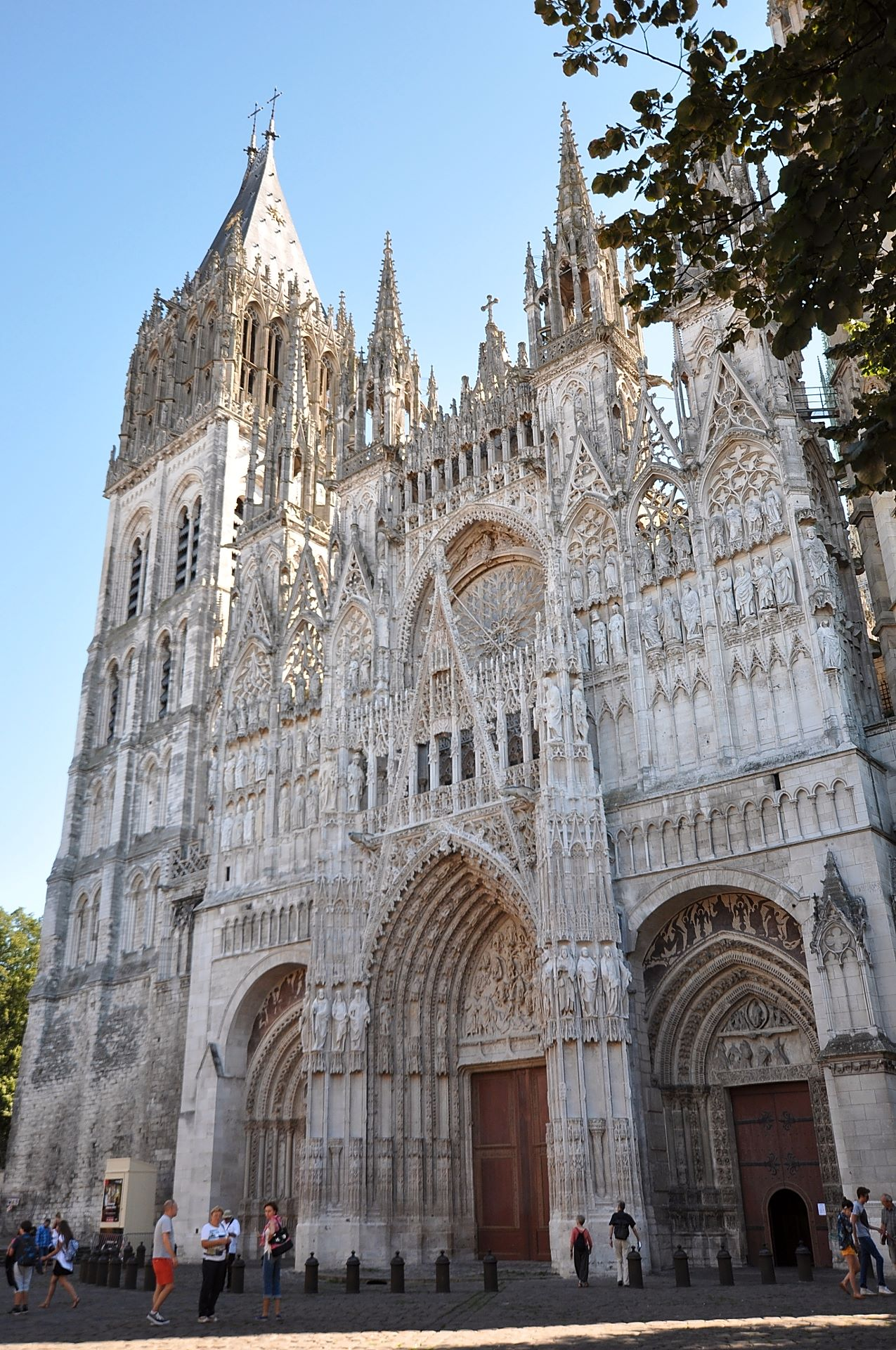
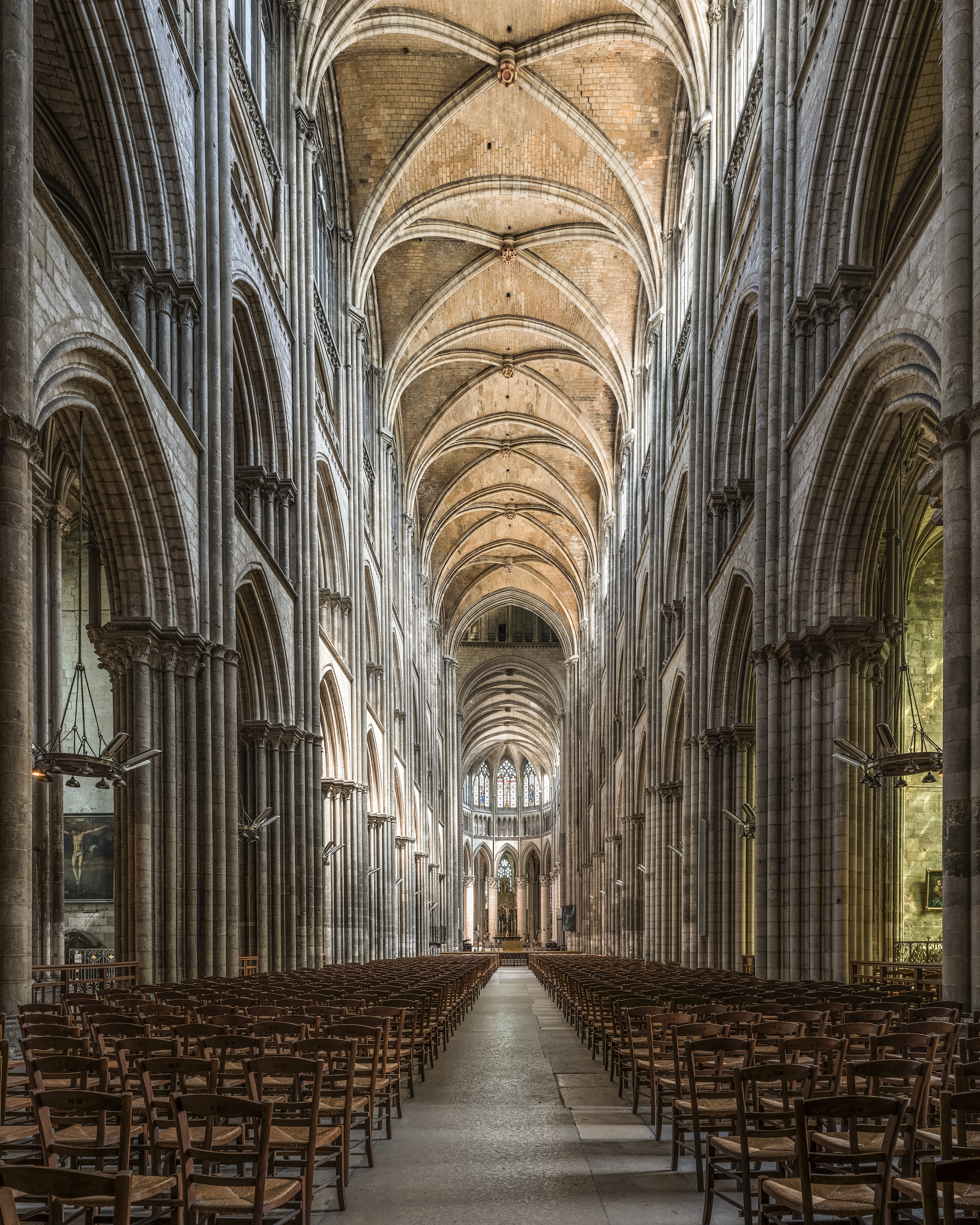
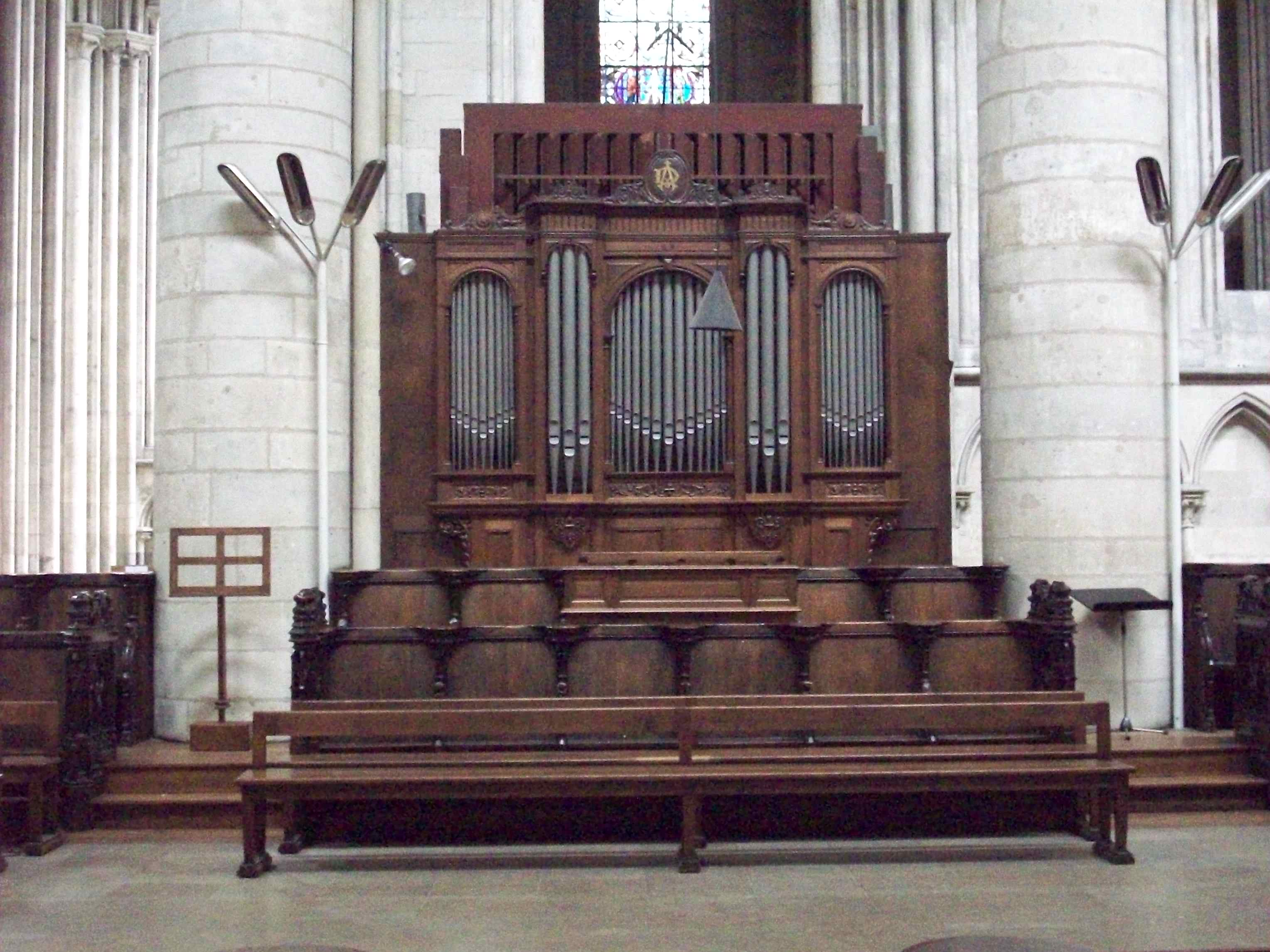
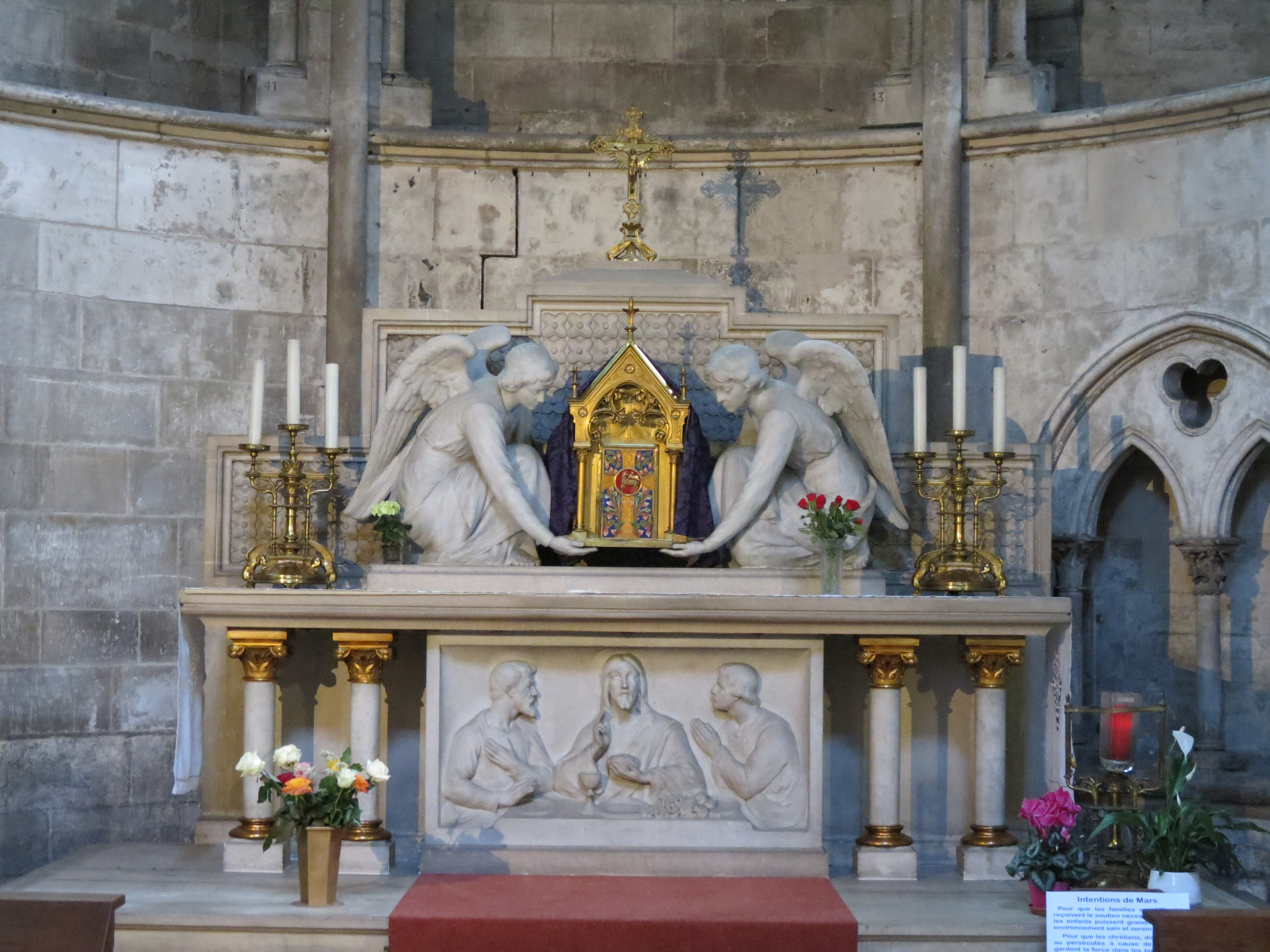